# زبابة سان كريستوبال
زبابة سان كريستوبال[بحاجة لمصدر] (الاسم العلمي: Sorex stizodon) (بالإنجليزية: San Cristobal Shrew)‏ هي نوع من الحيوانات يتبع جنس الزبابة من الفصيلة الزبابات.